# Federacja Polskich Banków Żywności
Federacja Polskich Banków Żywności (FPBŻ) - organizacja non-profit, koordynująca i wspierająca działanie sieci banków żywności na terenie Polski. Jej celem jest walka z marnowaniem żywności, a następnie przekazywanie jej najbardziej potrzebującym. Federacja jest częścią międzynarodowej sieci organizacji charytatywnych zajmujących się pomocą żywnościową i edukacją dotyczącą walki z głodem. FPBŻ uczestniczy w licznych inicjatywach rządowych m.in. Rada Działalności Pożytku Publicznego, oraz współpracuje z wieloma organizacjami społecznymi, w tym krajowymi jak i międzynarodowymi np. Europejska Federacja Banków Żywności (FEBA), Europejska Sieć Walki z Ubóstwem (EAPN).

## Historia i powstanie
W 1993 roku to wzrosło  zainteresowanie formułą działania Banków Żywności w Polsce. Z inicjatywy Jacka Kuronia przy Fundacji „Pomoc Społeczna SOS” powstał w Warszawie pierwszy „Bank Żywności SOS”. W latach 1993 – 95 powstały kolejne Banki w Jaworze, Łodzi i Pile, a następnie w Krakowie, Koninie, Lesznie. W 1997 r. istniejące wówczas Banki Żywności utworzyły Federację Polskich Banków Żywności. Jej pierwszym Prezesem został Czesław Jurczyszyn, który pełnił tę funkcję do 2002r.

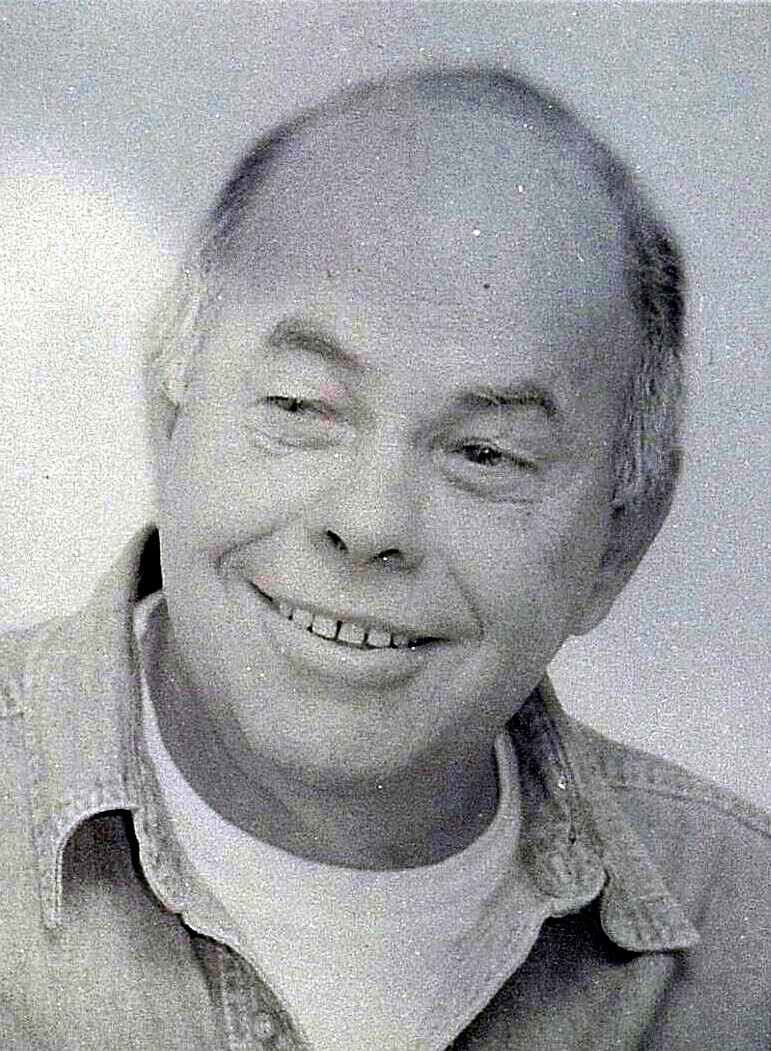
Jacek Kuroń

## Banki zrzeszone w Federacji
1997-Pilski Bank Żywności, Wielkopolski Bank Żywności, Bank Żywności w Łodzi im. Marka Edelmana, Bank Żywności w Jaworze, Warszawie, Koninie, Krakowie, Warszawie
1998-Związek Stowarzyszeń Bank Żywności Leszno (zamknięty w 2023 r.),
Świętokrzyski Bank Żywności
2000- Bank Żywności w Częstochowie
2001-Bank Żywności w Olsztynie, Nowych Bielicach, Suwałki-Białystok
2002- Bank Żywności w Grudziądzu
2004-Śląski Bank Żywności, Związek Stowarzyszeń Radomski Bank Żywności
2005-Tarnobrzeski Bank Żywności, Podkarpacki Bank Żywności, Bank Żywności we Wrocławiu
2006-Bank Żywności w Chojnicach, Toruniu, Tczewie
2008-Bank Żywności w Opolu, Siedlcach, Gorzowie Wielkopolskim
2009- Bank Żywności w Elblągu
2012-Bank Żywności w Ciechanowie, Lublinie, Słupsku
2013-Bank Żywności w Płocku
2014-Kielecki Bank Żywności
2015-Bank Żywności w Trójmieście
2021-Bank Żywności Szczecin im. Jacka Kuronia

### Misja i cele
Celem Federacji Polskich Banków Żywności jest przeciwdziałanie marnowaniu żywności oraz pomoc żywnościowa najbardziej potrzebującym. Federacja osiąga swoje cele poprzez:
- Pozyskiwanie żywności, w tym produktów o krótkim terminie przydatności, tzw. artykułów niehandlowych, wadliwie opakowanych, których wartość i jakość odżywcza nie budzi zastrzeżeń.

- Działalność charytatywna
- Pomoc społeczna

- Promowanie działań, mających na celu zaprzestanie marnowania żywności
- Działalność wspomagająca rozwój społeczności lokalnych
- Ochrona i promocja zdrowia
- Działalność na rzecz organizacji pozarządowych

### Działania i programy

#### „Podziel się Posiłkiem”
Podziel się posiłkiem – umożliwia organizacjom pomocowym, współpracującym z Bankami Żywności, branie udziału w  dystrybucji posiłków dla najbardziej potrzebujących. Ta inicjatywa jest ważna, zwłaszcza w czasach kryzysu, takiej jak pandemia COVID-19, gdy wiele osób straciło dochód, a dostęp do żywności stał się limitowany.

#### "Zero waste"
Promowanie programu '"Zero waste"-mające na celu minimalizację odpadów żywnościowych, poprzez odpowiednią obróbkę i wykorzystanie. FPBŻ angażuję się w jego rozpowszechnianiu za pomocą prowadzą kampanie, szkolenia, warsztaty i inne projekty edukacyjne, które mają na celu wzrost społecznej świadomości w tym obszarze. Jako jedyne organizacje w Polsce badają zjawisko i skalę marnowania żywności.

#### Światowy Dzień Żywności
Banki Żywności co roku świętują Światowy Dzień Żywności- całej Polsce odbywają  się wydarzenia edukacyjne, które mają na celu zwiększenie i pogłębianie świadomości opinii publicznej na temat globalnych problemów żywnościowych i wzmocnienie poczucia solidarności w walce z głodem i niedożywieniem.

#### EkoMisja
Ekomisja- bezpłatny projekt edukacji ekologicznej skierowany do uczniów szkół podstawowych. Celem projektu jest zwiększanie świadomości ekologicznej wśród uczniów, edukacja o tym jak nie marnować żywności i zasobów oraz prowadzić ekologiczny i zdrowy styl życia.

### Zarząd Federacji Polskich Banków Żywności
Beata Ciepła-prezes zarządu
Wojciech Jaros-wiceprezes zarządu
Błażej Krasoń-wiceprezes zarządu
Irena Ogonowska-skarbnik zarządu
Katarzyna Bielawska-sekretarz zarządu

### Komisja rewizyjna
Krzysztof Sokołowski
Norbert Kępiński
Joanna Tomaszczyk